# 1983 في إسرائيل
فيما يلي قوائم الأحداث التي وقعت خلال عام 1983 في إسرائيل.

## سياسة

### تعيين في المنصب
- 1 يناير – حاييم هرتصوغ رئيس إسرائيل.
- 14 فبراير – أرئيل شارون وزير بدون حقيبة وزارية.
- 14 فبراير – مناحم بيجن وزير الدفاع الإسرائيلي  [لغات أخرى]‏،وزير الزراعة والتنمية الريفية الإسرائيلي  [لغات أخرى]‏.
- 23 فبراير – موشيه آرنز وزير الدفاع الإسرائيلي  [لغات أخرى]‏.
- 16 مايو – حاييم رامون عضو الكنيست [الإنجليزية]‏.

### انتهاء فترة المنصب
- 1 يناير – شلومو غورين الحاخامية الكبرى في إسرائيل.
- 1 يناير – عوفاديا يوسف الحاخامية الكبرى في إسرائيل.
- 14 فبراير – أرئيل شارون وزير الدفاع الإسرائيلي  [لغات أخرى]‏.
- 23 فبراير – مناحم بيجن وزير الدفاع الإسرائيلي  [لغات أخرى]‏،رئيس وزراء إسرائيل، وزير الزراعة والتنمية الريفية الإسرائيلي  [لغات أخرى]‏.
- 22 مارس – حاييم هرتصوغ عضو الكنيست [الإنجليزية]‏.
- 5 مايو – إسحاق نافون رئيس إسرائيل.

## ظهور
- 1 يناير – صحيفة الصنارة

## مواليد

### فبراير
- 19 فبراير – وسام جبران

### أبريل
- 17 أبريل – غال ألبيرمان لاعب كرة قدم إسرائيلي.

### مايو
- 10 مايو – موشيه بيريتز موسيقي إسرائيلي.

### أغسطس
- 9 أغسطس – دلال أبو آمنة

### أكتوبر
- 20 أكتوبر – الونا تال

## وفيات

### يناير
- 1 يناير – داود العيسى (مواليد 1903) صحفي إسرائيلي.